# أيمان عمروفا
أيمان عمروفا (بالإنجليزية: Aiman Umarova) (من مواليد مقاطعة أوبليس جامبيل بكازاخستان هي محامية وناشطة حقوق إنسان كازاخستانية فازت بجائزة نساء الشجاعة الدولية في عام 2018.

## حياتها
تعمل عمروفا كمحامية دفاع وعضو في رابطة المحامين الإقليمية في ألماتي.
مثلت عمروفا المرشح الرئاسي فلاديمير كوزلوف.
تعمل عمروفا على إعادة تأهيل النساء المتصلين بالجماعات المتطرفة.
تقول عمروفا «إن التطرف الإسلامي والإرهاب يمثلان مشكلات خطيرة يجب على الحكومة محاربتها، لكن مهمتي هي التأكد من أن الحكومة لا تغش في القيام بذلك».

## روابط خارجية
- "Biographies of the Finalists for the 2018 International Women of Courage Awards". U.S. Department of State | Home Page. 9 ديسمبر 1944. مؤرشف من الأصل في 2019-03-27. اطلع عليه بتاريخ 2018-04-03.
- "State Department honors International Women of Courage". UPI. 23 مارس 2018. مؤرشف من الأصل في 2019-01-04. اطلع عليه بتاريخ 2018-04-03.
- "Everyday hero: Defending women's rights in Kazakhstan". medium.com. مؤرشف من الأصل في 2019-11-25. اطلع عليه بتاريخ 2018-04-05.
- "Forum 18: KAZAKHSTAN: Government contradicts UN Human Rights Committee - 22 July 2016". forum18.org. مؤرشف من الأصل في 2019-05-11. اطلع عليه بتاريخ 2018-04-05.
- "www.osce.org/ru/odihr/187311?download=true". osce.org. مؤرشف من الأصل في 2018-04-05. اطلع عليه بتاريخ 2018-04-05.